# Ricketts of Streatham
Ricketts of Streatham Limited war ein britisches Unternehmen und ehemaliger Automobilhersteller.

## Unternehmensgeschichte
Das Unternehmen aus dem Londoner Stadtteil Streatham verkaufte Fahrzeuge von Reliant. 1972 begann die Produktion von Automobilen und Kits. Der Markenname lautete Gilcolt. Im gleichen Jahr endete die Produktion. Insgesamt entstanden etwa vier Exemplare.

## Fahrzeuge
Das einzige Modell war der Gilcolt. Es war ein Dreirad mit einzelnem Vorderrad. Die Basis stellte der Reliant Regal dar. So kamen Fahrgestell, Vierzylindermotor und Kraftübertragung von diesem Fahrzeug. Darauf wurde eine Karosserie aus Fiberglas montiert. Besonderheit waren Flügeltüren.
Ein Bausatz war ab 250 Pfund erhältlich. Rickett lieferte auch Komplettfahrzeuge.